# Anarchist Studies
Anarchist Studies é um jornal acadêmico semestral sobre anarquismo. Tem uma abordagem interdisciplinar, examinando a história, cultura e teoria do anarquismo. A revista foi criada em 1993 e é editada por Ruth Kinna e publicada pela Lawrence and Wishart.

## Visão geral
A revista se concentra em três grandes temas: a reavaliação da história anarquista, no que diz respeito a questões de cultura, filosofia e ação política; o futuro potencial do anarquismo como uma forma de ação política crítica; e a aplicação das idéias anarquistas como um instrumento de pesquisa acadêmica. A revista publica edições especiais sobre tópicos que incluem sexualidade, ficção científica e "anarquismo após 11 de setembro, bem como artigos de pesquisa histórica sobre Leão Tolstói, Taoísmo, John Locke e pós-estruturalismo. Mais recentemente, um foco central da revista tem sido a relação do anarquismo com a globalização.